# نشان بخش
نشان پاراگراف یا نشان بخش (در یونیکد U+00A7 § نشان بخش، در &sect;  HTML ، در \S TeX)، یک تایپوگرافی که به یک پاراگراف یا بند از یک نوشتار اشاره می‌کند مانند بندهای قانونی. در زبان انگلیسی به آن "double S" (دوتا اس) و "sectional symbol" (نشان بخش) هم گفته می‌شود که شکل این کارکتر هم برگرفته از آن است.

## نوشتن نویسه
- RFC 1345 mnemonic: SE
- لینوکس iBus RFC 1345 حالت ورودی: SE&
- ایمکس: C-x ۸ S
- ویم، در حالت insert: Ctrl+K SE یا Ctrl+V ۱۶۷
- مایکروسافت ویندوز
  - AZERTY صفحه کلید: §
  - QWERTZ صفحه کلید: ⇧ Shift+۳
  - Alt code (در صفحه کلید عددی):
    - Alt+۰۱۶۷ ویندوز-۱۲۵۲
    - Alt+21 OEM
    - Alt++A۷ یونی‌کد
- مک اواس
  - صفحه کلید UK: §
  - صفحه کلید US: ⌥ Opt+6
  - صفحه کلید US extended: ⌥ Opt+5
  - صفحه کلید CSA: ⌥ Opt+⇧ Shift+S
- سامانه پنجره اکس (Unix/Linux)
  - Compose+S+O
    - اوبونتو (سیستم‌عامل): AltGr+⇧ Shift SO
    - کوبونتو: US-International keyboard layout/جانمایی صفحه‌کلید: AltGr+⇧ Shift+S

  - جی‌تی‌کی+ همچنین Compose+!+S،[۲] ولی Ṣ تولید می‌کند [۳]
  - Ctrl+⇧ Shift+U۰۰A۷
    - اوبونتو: Ctrl+⇧ Shift+UA۷↵ Enter
- آی‌اواس: ۱۲۳، نگه‌داشتن & تا حالت مشابه § غیرفعال شده‌است